# Rudolf Angermann
August Moritz Rudolf Angermann (* 27. Dezember 1880 in Dresden; † 17. Juli 1954 in Hagen) war ein deutscher Cellist und Bibliothekar, der u. a. das Musikbüchereiwesen förderte und Meßzahlen und Regeln für den Sachkatalog von zeitgenössischen Volksbibliotheken erarbeitete. Er war eine der wenigen Persönlichkeiten, deren besonderen Rang der Verein Deutscher Volksbibliothekare durch die Wahl zum Ehrenmitglied würdigte. Daneben ist er bekannt als Mitbegründer und Dozent der Fachschule für Bibliothekare in Köln.

## Leben
Er war der Sohn des königlich-sächsischen Landgerichtsrates Wiprecht Angermann und dessen Ehefrau Marie Elisabeth geborene Roßberg. Nach dem Besuch des Gymnasiums in Dresden ging Rudolf Angermann an die Universität Leipzig. Daneben erhielt Angermann eine musikalische Fachausbildung an den Konservatorien Dresden und Leipzig und lebte als Solocellist einige Zeit in Russland. In späteren Jahren trat er auch gelegentlich in Deutschland als Cello-Virtuose, so beispielsweise 1925 in Ergste.
Das Studium schloss er 1911 mit seiner Promotion zum Dr. phil. ab. Das Thema seiner Dissertation lautete Der Typus des Leidvollen in der deutschen Volksballade. Danach arbeitete Rudolf Angermann an der Volksbücherei Dresden-Plauen und danach als  Stadtbibliothekar in Elberfeld und in Stettin unter Direktor Erwin Ackerknecht. Er bewarb sich erfolgreich um die Stelle des Direktors der Stadtbücherei Hagen in Westfalen. Dieses Amt übte er vom 1. Juli 1921 bis zum 1. Januar 1946 aus. Als Leiter der Volksbücherei Hagen führte er ab 1935 die „Bestandssäuberungen“ der Bibliothek aus, welche aufgrund der nationalsozialistischen Ideologie zur Entfernung unerwünschter Literatur führten. Er hatte sich speziell auf Bibliothekswissenschaft und Musikbücherei spezialisiert. Daneben war er seit ihrer Gründung bis zur kriegsbedingten Schließung von 1928 bis 1944 auch als nebenamtlicher Dozent an der Westdeutschen Volksbüchereischule in Köln tätig.
Rudolf Angermann war u. a. Herausgeber der Westdeutschen Blätter für Büchereiberatung. Mitteilungen der Staatlichen Beratungsstelle für das öffentliche Büchereiwesen in der Provinz Westfalen und der Staatlichen Beratungsstelle für das volkstümliche Büchereiwesen für die Regierungsbezirke Köln, Koblenz und Trier (ZDB-ID 551270-0). Er leitete von 1922 bis 1947 die Staatliche Beratungsstelle für das öffentliche Büchereiwesen in der preußischen Provinz Westfalen.
In der Zeit des Nationalsozialismus übernahm er den Vorsitz des Referats Musikbüchereien der Reichsstelle für das Volksbüchereiwesen und veröffentlichte 1938 die Reichsliste für Musikbüchereien mit umfänglichen Literaturnachweisen, zu der er eine Verwaltungslehre bearbeitet hatte. Beides trug dazu bei, diesen speziellen Zweig des Bibliothekswesen weiterzuentwickeln.
Sein umfangreiches Manuskript Die volkstümliche Musikalienbücherei. Sinn und Gestalt ging verloren.
Er war Ehrenmitglied des „Vereins Deutscher Volksbibliothekare“.

## Familie
Rudolf Angermann war mit Charlotte geborene Willkomm verheiratet. Aus der gemeinsamen Ehe gingen die Kinder Dittrich (* 1915), Ulrike (* 1916) und Burkhart (* 1917) hervor.

## Schriften (Auswahl)
- Der Typus des Leidvollen in der deutschen Volksballade. 1911.
- Einige Spezialinstruktionen für den alphabetischen Katalog einer volkstümlichen Musikalienbibliothek. In: Blätter für Volksbibliotheken und Lesehallen. Band 14, Heft 3 und 4, 1913, S. 37–44.
- mit Wiprecht Angermann: Normalbuchgröße und Normalgeschoßhöhe. Harrassowitz, Leipzig 1915.
- Auswahl von Kriegsliteratur für die Teilnehmer an dem in der Stettiner Stadtbibliothek abgehaltenen Volksbüchereikurs 1916. Stettin 1916.
- Weite und enge Systematisierung. In: Blätter für Volksbibliotheken und Lesehallen. Band 19, 1918, S. 153–161.
- Stoffkreisführung. In: Blätter für Volksbibliotheken. Heft 3, 1920.
- mit Adolf Waas: Merkpunkte zum volkstümlichen Büchereiwesen. 1922.
- Mitautor bei Hans Hofmann (Hrsg.): Der Volksbibliothekar: seine Aufgabe, sein Beruf, seine Ausbildung. Quelle & Meyer, Leipzig 1927.
- Differenzierung und Staffelung beim Bestandsaufbau. In: Hefte für Büchereiwesen. Band 12, 1928, S. 227–241.
- Walter Hofmann zum 50. Geburtstag. In: Hefte für Büchereiwesen. Band 13, 1929, S. 107 ff.
- Zur Lehre von den Leseantrieben. In: Hefte für Büchereiwesen. Band 13, 1929, S. 150 f.
- Wichtige Berechnungszahlen. In: Hefte für Büchereiwesen. Band 13, 1929, S. 359 f.
- Nachwort. In: Margarete Regge: Dreistellige Logarithmen für den Gebrauch bei büchereistatistischen Berechnungen bearb. von der Stadtbücherei Hagen i. Westf. Hagen i. Westf. 1929.
- Musikerzziehung und Musikbücherei. In: Hefte für Büchereiwesen. Band 14, 1930, S. 65 f. und 99 f.
- Pädagogische Akademie und volkstümliche Bücherei. Programmatisches zur Ausbildung der nebenamtlichen Volksbibliothekare. In: Hefte für Büchereiwesen. Band 14, 1930, S. 249 f.
- Säuberung nach der Säuberung. Eine dringende Aufgabe. In: Die Bücherei. Band 2, 1935, S. 281–283.
- Die Musikbücherei. In: Die Bücherei. Band 4, 1937, S. 301 f.
- Grundzüge einer Theorie des Systematischen Sachkataloges für Volksbüchereien. 1. Band, F. Schmitt, Siegburg 1949.
- Grundzüge einer Theorie des Systematischen Sachkataloges für Volksbüchereien. 2. Band, F. Schmitt, Siegburg 1950.